# Châtellerault
Châtellerault település Franciaországban, Vienne megyében. Lakosainak száma 31 105 fő (2022. január 1.). Châtellerault Antran, Availles-en-Châtellerault, Cenon-sur-Vienne, Ingrandes, Naintré, Oyré, Senillé-Saint-Sauveur és Thuré községekkel határos.

## Népesség
A település népességének változása:
| Lakosok száma | 31 262 | 31 809 | 32 887 | 31 840 | 31 733 | 31 487 | 31 573 | 31 284 | 31 105 |
|               | 2013   | 2015   | 2016   | 2017   | 2018   | 2019   | 2020   | 2021   | 2022   |